# باول فريدمان
باول فريدمان (بالإنجليزية: Paul Freedman)‏ هو مختص في الدراسات القروسطية ‏ وأستاذ جامعي ومؤرخ أمريكي، ولد في 15 سبتمبر 1949 في نيويورك في الولايات المتحدة.